# Lassy (Val-d'Oise)
Lassy és un municipi francès, situat al departament de Val-d'Oise i a la regió d'Illa de França. L'any 2007 tenia 172 habitants.
Forma part del cantó de Fosses, del districte de Sarcelles i de la Comunitat de comunes Carnelle Pays-de-France.

## Demografia

### Població
El 2007 la població de fet de Lassy era de 172 persones. Hi havia 59 famílies, de les quals 11 eren unipersonals (7 homes vivint sols i 4 dones vivint soles), 15 parelles sense fills, 26 parelles amb fills i 7 famílies monoparentals amb fills.
La població ha evolucionat segons el següent gràfic:
Habitants censats

### Habitatges
El 2007 hi havia 67 habitatges, 63 eren l'habitatge principal de la família, 2 eren segones residències i 2 estaven desocupats. 53 eren cases i 13 eren apartaments. Dels 63 habitatges principals, 44 estaven ocupats pels seus propietaris, 18 estaven llogats i ocupats pels llogaters i 1 estava cedit a títol gratuït; 1 tenia una cambra, 8 en tenien dues, 11 en tenien tres, 15 en tenien quatre i 28 en tenien cinc o més. 48 habitatges disposaven pel capbaix d'una plaça de pàrquing. A 24 habitatges hi havia un automòbil i a 35 n'hi havia dos o més.

### Piràmide de població
La piràmide de població per edats i sexe el 2009 era:
| Homes | Edats   | Dones |
| ----- | ------- | ----- |
| 0     | 95 o +  | 0     |
| 0     | 90 a 94 | 0     |
| 0     | 85 a 89 | 0     |
| 4     | 80 a 84 | 0     |
| 4     | 75 a 79 | 4     |
| 0     | 70 a 74 | 4     |
| 0     | 65 a 69 | 0     |
| 4     | 60 a 64 | 0     |
| 4     | 55 a 59 | 4     |
| 8     | 50 a 54 | 4     |
| 8     | 45 a 49 | 4     |
| 12    | 40 a 44 | 24    |
| 8     | 35 a 39 | 4     |
| 0     | 30 a 34 | 12    |
| 12    | 25 a 29 | 0     |
| 0     | 20 a 24 | 8     |
| 8     | 15 a 19 | 4     |
| 12    | 10 a 14 | 0     |
| 8     | 5 a 9   | 4     |
| 4     | 0 a 4   | 8     |

## Economia
El 2007 la població en edat de treballar era de 115 persones, 91 eren actives i 24 eren inactives. De les 91 persones actives 85 estaven ocupades (45 homes i 40 dones) i 7 estaven aturades (2 homes i 5 dones). De les 24 persones inactives 8 estaven jubilades, 10 estaven estudiant i 6 estaven classificades com a «altres inactius».

### Ingressos
El 2009 a Lassy hi havia 66 unitats fiscals que integraven 177,5 persones, la mediana anual d'ingressos fiscals per persona era de 25.755 €.

### Activitats econòmiques
Dels 4 establiments que hi havia el 2007, 1 era d'una empresa de construcció, 1 d'una empresa financera i 2 d'empreses classificades com a «altres activitats de serveis».
L'any 2000 a Lassy hi havia 3 explotacions agrícoles que ocupaven un total de 126 hectàrees.

## Poblacions més properes
El següent diagrama mostra les poblacions més properes.